# Luftangriffe auf Ghaziyeh
Die Luftangriffe von Ghaziyeh im Jahr 2006 waren zwei aufeinanderfolgende Angriffe der israelischen Luftwaffe (IAF) auf die Stadt Ghaziyeh im Libanon am 7. und 8. August 2006 während des Libanonkriegs 2006. Insgesamt starben 24 bis 30 Zivilisten bei den Angriffen. Der arabische Nachrichtensender Al Jazeera bezeichnete die Bombardements als Massaker von Ghaziyeh.

## Situation
Ghaziyeh liegt südlich von Sidon, etwa 40 km von Beirut entfernt. Die Stadt hatte viele Flüchtlinge beherbergt, die nach Norden gezogen waren, um den Kämpfen in der Nähe der israelischen Grenze zu entgehen. Ihre Bevölkerung soll in der Zeit auf 23.000 Menschen angewachsen sein.

## Erster Angriff
Am 7. August griff die israelische Luftwaffe ein Gebäude in Ghaziyeh an. Bei dem Bombardement starben 16 Menschen und das Gebäude stürzte ein. Libanesische Rettungskräfte gruben mit ihren Händen und setzten einen Bulldozer ein, um Überlebende des Angriffs zu finden.

## Zweite Angriffe
Am 8. August nahm die israelische Luftwaffe erneut ein Gebäude ins Visier und feuerte drei Raketen darauf ab. Ein IDF-Sprecher behauptete, das Gebäude habe ein Hisbollah-Mitglied beherbergt und sei deshalb angegriffen worden. Bei diesem Angriff wurde eine Person getötet und fünf verletzt. Augenzeugen berichteten einem AP-Reporter, dass eines der zerstörten Häuser Scheich Mustafa Khalifeh gehörte, einem Geistlichen, der mit der Hisbollah in Verbindung stand, aber es war unklar, ob er unter den Opfern war.
Dieser Bombenangriff ereignete sich, als die Beerdigungen für die Opfer des Anschlags vom Vortag stattfanden. Berichten zufolge waren die Trauernden 500 Meter von der Explosion entfernt, was wiederum dazu führte, dass rund 1.500 Trauernde in Panik durch die Straßen rannten. Acht Zivilisten wurden bei dem Angriff getötet und 33 verletzt, teilten die libanesischen Sicherheitskräfte mit.
Dreißig Minuten nach diesem Luftangriff führte die IAF nach Angaben des Bürgermeisters Mohammed Ghaddar vier weitere Bombenangriffe durch, bei denen zwei Gebäude zerstört wurden. Zwölf Menschen wurden hierbei getötet und achtzehn verletzt, so die Gesamtzahl der drei Krankenhäuser in der Region.